# Coppa Italia IBL 2014
La Coppa Italia di Italian Baseball League 2014 è stata la trentacinquesima edizione del trofeo, la quinta dopo l'introduzione del sistema delle franchigie. Anche in quest'edizione possono partecipare solo atleti italiani o comunitari.
Alla coppa avrebbero dovuto partecipare 7 squadre, con ingresso scaglionato, ma la rinuncia di San Marino ha portato il numero a 6.
Le squadre non qualificate per la seconda fase dell'Italian Baseball League partecipano a un girone unico andata/ritorno, composto da quattro squadre. Le due formazioni nettunesi, prime due classificate, avanzano alla fase successiva.
Nella seconda fase di coppa entra il gioco il Parma Baseball (eliminato dalla corsa scudetto) mentre San Marino sceglie di non partecipare. Non partecipa neppure il Città di Nettuno, a seguito di un atto di diffida da parte dell'amministrazione comunale, per cui si disputa un confronto al meglio delle tre fra Parma e Nettuno 2 che viene vinto dagli emiliani, i quali accedono alla finale.
Allo Stadio dei Pirati è Rimini (finalista in coppa poiché sconfitta in finale IBL) ad alzare il trofeo, vincendo 7-2 la finale secca contro i parmigiani e qualificandosi così per l'European Champions Cup 2015.

## Prima fase
| Prima giornata |                     |           |
| 14-15 giugno   |                     | 26 luglio |
| 6-4, 2-8       | Padova - Godo       | 0-7, 5-6  |
| 4-5, 3-6       | Nettuno - Nettuno 2 | 2-3, 5-0  |

| Seconda giornata |                    |           |
| 28 giugno        |                    | 2 agosto  |
| 3-9, 3-6         | Godo - Nettuno     | 2-7, 8-7  |
| 5-2, 5-9         | Nettuno 2 - Padova | 9-2, 5-15 |

| Terza giornata |                  |           |
| 5 luglio       |                  | 19 luglio |
| 5-8, 2-1       | Nettuno - Padova | 9-2, 3-18 |
| 1-8, 10-8      | Godo - Nettuno 2 | 0-10, 8-3 |

### Classifica prima fase
|    | Classifica prima fase | PG | PV | PP | PCT  | PD  |
| -- | --------------------- | -- | -- | -- | ---- | --- |
| 1. | Nettuno 2             | 12 | 7  | 5  | .583 | 0.0 |
| 2. | Città di Nettuno      | 12 | 6  | 6  | .500 | 1.0 |
| 3. | Godo Knights          | 12 | 6  | 6  | .500 | 1.0 |
| 4. | Tommasin Padova       | 12 | 5  | 7  | .416 | 2.0 |

## Seconda fase
| Parma 22 agosto 2014, ore 20:30 | Nettuno 2 | 5 – 6 | Lino's Coffee Parma | Stadio Quadrifoglio - Aldo Notari |

| Parma 23 agosto 2014, ore 16:00 | Lino's Coffee Parma | 8 – 1 | Nettuno 2 | Stadio Quadrifoglio - Aldo Notari |

## Finale
| Rimini 3 settembre 2014, ore 20:00 | Rimini Baseball | 7 – 2 referto | Lino's Coffee Parma | Stadio dei Pirati |